# Donja Dobrinja
Donja Dobrinja (cyr. Доња Добриња) – wieś w Serbii, w okręgu zlatiborskim, w gminie Požega. W 2011 roku liczyła 421 mieszkańców.